# Wskaźnik trudności pozycji
Wskaźnik trudności pozycji (ang. item-difficulty index) – używana w psychometrii miara pozwalająca podjąć decyzję dotyczącą tego, które pozycje testowe mogą wejść do ostatecznej wersji testu psychologicznego.
Używana jest głównie przy konstruowaniu testów właściwości poznawczych (gdyż musi istnieć kategoria odpowiedzi poprawnej) po to, aby wybrać pozycje testowe mające odpowiedni poziom trudności. Wskaźnik trudności pozycji stanowi proporcję osób, które poprawnie odpowiedziały na daną pozycję testową, wyrażony w procentach. Przykład: jeśli wskaźnik trudności wynosi 20% to oznacza, że 20% osób odpowiedziało poprawnie na dane pytanie.

## Obliczanie wskaźnika trudności
Wskaźnik trudności jest obliczany według poniższego wzoru:
T = ni/N = pi * 100%
gdzie: T – oznacza wskaźnik trudności, ni – liczbę osób, które udzieliły prawidłowej odpowiedzi na dane pytanie/zadanie,
N – to ogólna liczba osób, które udzieliły jakiejkolwiek odpowiedzi na dane pytanie/zadanie.

## Pożądana wartość wskaźnika trudności
Jak podaje E. Hornowska, jeżeli celem konstruowanego testu jest różnicowanie badanych osób na całym kontinuum zmienności cechy, to dobrą pozycją testową będzie ta, która to zagwarantuje. Pozycja testowa tym lepiej różnicuje, im wskaźnik trudności bardziej zbliża się do wartości 50% czyli 50% osób poprawnie udzieliło odpowiedzi na dane pytanie.